# 1747
1747 (MDCCXLVII) byl rok, který dle gregoriánského kalendáře započal nedělí.

## Události
- 9. června nastupuje na japonský trůn císař Momozono.
- Probíhají války o rakouské dědictví.
- Vymřel šlechtický rod Gutštejnů.

### Probíhající události
- 1739–1748 – Válka o Jenkinsovo ucho
- 1740–1748 – Války o rakouské dědictví

## Vědy a umění
- pruský chemik Marggraf objevuje cukr v cukrové řepě
- skotský vědec James Lind léčí námořníky trpící kurdějemi šťávou z citronů. Sto let před objevením vitamínů prosazuje tuto dietu jako nezbytnou při dlouhodobých námořních plavbách, ale je britskému námořnímu velení jenom k smíchu

## Narození

### Česko
- 26. června – Leopold Koželuh, hudební skladatel († 7. května 1818)
- 6. listopadu – Josef František Hurdálek, litoměřický biskup († 27. prosince 1833)
- 28. listopadu – František Ondřej Holý, hudební skladatel († 4. května 1783)
- 1. prosince – Augustin Zippe, teolog († 1816)

### Svět

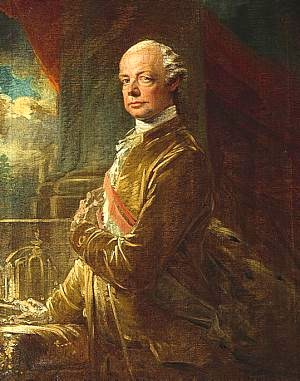
Leopold II. (* 5. května)

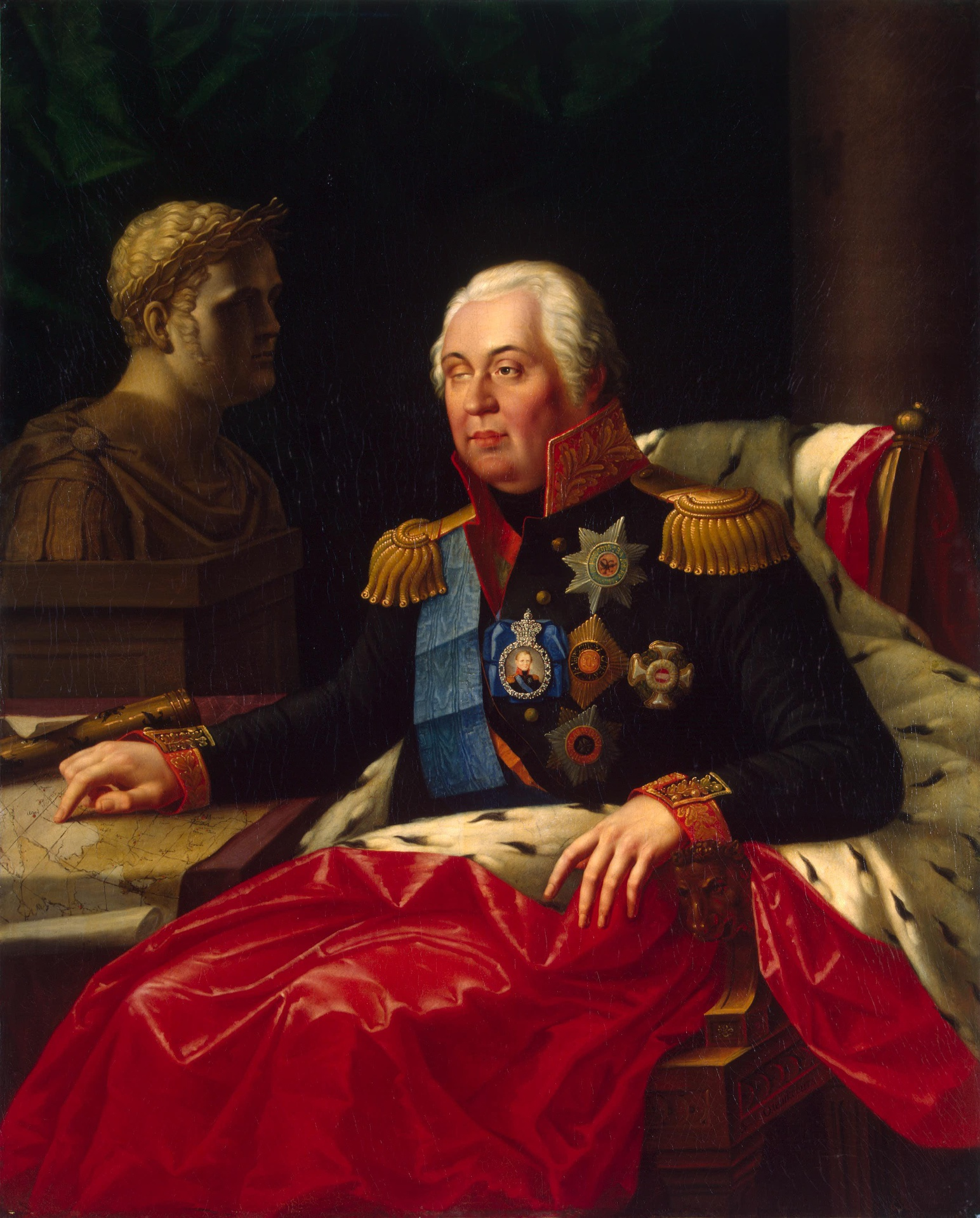
Michail Illarionovič Kutuzov (* 16. září)

- 4. ledna – Dominique Vivant Denon, francouzský kreslíř a grafik († 27. dubna 1825)
- 10. ledna – Abraham Louis Breguet, francouzský hodinář († 17. září 1823)
- 19. ledna – Johann Elert Bode, německý astronom († 23. listopadu 1826)
- 31. března – Johann Abraham Peter Schulz, německý hudebník a skladatel († 10. června 1800)
- 13. dubna – Ludvík Filip II. Orleánský, orleánský vévoda († 6. listopadu 1793)
- 5. května – Leopold II., římský císař a český král († 1. března 1792)
- 13. června – Filip Antonín Španělský, nejstarší syn španělského krále Karla III. († 19. září 1777)
- 6. července – John Paul Jones, skotský pirát († 18. července 1792)
- 22. července – Ernst Ludwig Heim, německý lékař († 5. září 1834)
- 4. srpna – Henrich Becker, fríský malíř († 10. července 1819)
- 21. srpna – Franz von Paula Schrank, německý botanik a entomolog († 1835)
- 16. září – Michail Illarionovič Kutuzov, ruský vojevůdce († 28. dubna 1813)
- 7. října – Antoine Nicolas Duchesne, francouzský botanik († 18. února 1827)
- 13. října – Ange-François Fariau de Saint-Ange, francouzský básník a překladatel († 8. prosince 1810)
- 15. října – Alexander Fraser Tytler, britský právník, spisovatel a historik († 5. ledna 1813)
- 20. října – Robert Burton, americký politik († 31. května 1825)
- 31. října – Johann Karl Wezel, německý básník a spisovatel († 26. ledna 1819)
- 17. listopadu
  - Carsten Anker, norský diplomat († 13. března 1824)
  - Franz Samuel Karpe, slovinský filosof († 4. října 1806)
- 24. listopadu – Felice Alessandri, italský hudební skladatel, dirigent a cembalista († 15. srpna 1798)
- 26. listopadu – George Bogle, skotský diplomat a dobrodruh († 1781)
- 10. prosince – Peter Brukner, provinciál piaristického řádu († 19. července 1825)
- 12. prosince – Anna Sewardová, anglická spisovatelka († 25. března 1809)
- 18. prosince – Barthélemy-Louis-Joseph Schérer, francouzský generál († 19. srpna 1804)
- 19. prosince – Natalis Pinot, francouzský kněz a mučedník († 21. února 1794)
- 31. prosince – Gottfried August Bürger, německý básník († 8. června 1794)
- ? – Benjamin Vulliamy, anglický hodinář († 1811)
- ? – D'Ewes Coke, anglický reverend, uhlobaron a filantrop († 12. dubna 1811)
- ? – Grigorij Ivanovič Šelechov, ruský mořeplavec a obchodník († 20. července 1795)

## Úmrtí
Česko
- 30. září – Apolonie Rozálie Vratislavová z Mitrovic, česká šlechtična (* 19. února 1666)
- 26. října – Ignác Rohrbach, český sochař (* 1691)

Svět
- 2. ledna – Jean-Féry Rebel, francouzský skladatel, dirigent, houslista a cembalista (* 18. dubna 1666)
- 23. ledna – Pattee Byng, 2. vikomt Torrington, britský politik a šlechtic (* 25. května 1699)
- 26. února – Daniel Hajnóczy, uherský pedagog (* 10. dubna 1690)
- 7. dubna – Leopold I. Anhaltsko-Desavský, askánský německý princ a vládce knížectví Anhalt-Dessau (* 3. července 1676)
- 19. března – Kateřina Opalinská, manželka polského krále Stanislava I. Leszczyńského (* 13. října 1680)
- 19. května – Johann Friedrich Crell, německý anatom a fyziolog (* 6. ledna 1707)
- 21. května – Giovanni Baratta, italský barokní sochař (* 3. května 1670)
- 31. května – Heinrich Johann Ostermann, ruský diplomat a generál admirál ( 9. června 1686)
- 4. června – Alexius Cörver, slovenský teolog, filosof a matematik (* 19. května 1714)
- 12. června – Jakub Arnošt z Lichtenštejna, biskup olomoucký a arcibiskup salcburský (* 14. února 1690)
- 19. června – Nádir Šáh, perský vládce, zakladatel dynastie Afšárovců (* 22. listopadu 1688)
- 9. července – Giovanni Bononcini, italský hudební skladatel, violoncellista, zpěvák a pedagog (* 18. července 1670)
- 3./12. září – Kristýna Luisa Öttingenská, brunšvicko-wolfenbüttelská vévodkyně a babička české a uherské královny Marie Terezie (* 1671)
- 28. září – Filip Ludvík ze Sinzendorfu, biskup v Rábu a kníže-biskup Vratislavi (* 14. července 1699)
- 9. října – David Brainerd, americký misionář amerických indiánů (* 20. dubna 1718)
- 4. října – Amaro Pargo, španělský pirát (* 3. května 1678)
- 28. listopadu – Karel Leopold Meklenbursko-Zvěřínský, meklenbursko-zvěřínský vévoda (* 26. listopadu 1678)

## Hlavy států
- Francie – Ludvík XV. (1715–1774)
- Habsburská monarchie – Marie Terezie (1740–1780)
- Osmanská říše – Mahmud I. (1730–1754)
- Polsko – August III. (1734–1763)
- Portugalsko – Jan V. (1706–1750)
- Prusko – Fridrich II. (1740–1786)
- Rusko – Alžběta Petrovna (1741–1762)
- Španělsko – Ferdinand VI. (1746–1759)
- Švédsko – Frederik I. (1720–1751)
- Velká Británie – Jiří II. (1727–1760)
- Svatá říše římská – František I. Štěpán Lotrinský (1745–1765)
- Papež – Benedikt XIV. (1740–1758)
- Japonsko – Sakuramači (1735–1747) / Momozono (1747–1762)
- Perská říše – Nádir Šáh, potéÁdil Šáh